# Grabowskia
Grabowskia là một chi thực vật thuộc họ Solanaceae. Chi này có các loài sau (tuy nhiên danh sách này có thể chưa đủ):
- Grabowskia ameghinoi, Speg.
- Grabowskia glauca, I.M.Johnst.
- Grabowskia megalosperma, Speg.
- Grabowskia schizocalyx, Dammer
- Grabowskia sodiroi, Bitter
- Grabowskia spegazzinii, Dusén
- Grabowskia duplicata, Arn.